# Night of Your Life
Pistes de Nothing but the Beat
I Just Wanna F.
(9) Repeat
(11)
Night of Your Life est une chanson de David Guetta en collaboration avec Jennifer Hudson. La chanson est extraite de son 5e album studio Nothing but the Beat. la chanson a été écrite par Cristyle Johnson, Anthony Preston, David Guetta, Giorgio Tuinfort et produit par David Guetta, Giorgio Tuinfort. Night of Your Life sort sous format numérique le 22 août 2011, il s'agit du 3e et dernier single promotionnel de l'album.

## Crédits et personnel
Credits extrait des notes de la pochette album de Nothing but the Beat.
- David Guetta – auteur-compositeur, producteur
- David Hachour – mastering
- Jennifer Hudson – chanteuse
- Cristyle Johnson – auteur-compositeur
- Anthony Preston – auteur-compositeur
- Florent Sabaton – mastering
- Giorgio Tuinfort – auteur-compositeur, producteur

## Classement
| Classement (2011)                   | Meilleure position |
| ----------------------------------- | ------------------ |
| Australie (ARIA)                    | 37                 |
| Autriche (Ö3 Austria Top 40)        | 7                  |
| Canada (Canadian Hot 100)           | 30                 |
| Danemark (Tracklisten)              | 15                 |
| Finlande (Suomen virallinen lista)  | 19                 |
| France (SNEP)                       | 27                 |
| Allemagne (Media Control AG)        | 12                 |
| Irlande (IRMA)                      | 46                 |
| Nouvelle-Zélande (RMNZ)             | 38                 |
| Norvège (VG-lista)                  | 9                  |
| Écosse (OCC)                        | 20                 |
| Slovaquie (Rádio Top 100 Oficiálna) | 76                 |
| Espagne (PROMUSICAE)                | 18                 |
| Suède (Sverigetopplistan)           | 31                 |
| Suisse (Schweizer Hitparade)        | 24                 |
| Royaume-Uni (UK Dance Chart)        | 9                  |
| Royaume-Uni (UK Singles Chart)      | 35                 |
| États-Unis (Billboard Hot 100)      | 81                 |